# Championnats du monde de boxe amateur 1999
Navigation
Édition précédente Édition suivante
Les 10e championnats du monde de boxe amateur masculins se sont déroulés du 15 au 29 août 1999 à Houston, États-Unis, sous l'égide de l'AIBA (Association Internationale de Boxe Amateur).

## Résultats

### Podiums
| Catégories                    | Or                        | Argent                | Bronze                             |
| Poids mi-mouches (-48 kg)     | Brian Viloria             | Maikro Romero         | Aleksandr Nabandyan Suban Punnon   |
| Poids mouches (-51 kg)        | Bulat Yumadilov           | Omar Andrés Narváez   | Waldemar Cucereanu Andrzej Rżany   |
| Poids coqs (-54 kg)           | Crinu Raicu-Olteanu       | Kamil Djamaludinov    | Benoît Gaudet Sachis Mechchiyev    |
| Poids plumes (-57 kg)         | Ricardo Juárez            | Tulkunbay Turgunov    | Ovidiu Bobirnat Ramaz Paliani      |
| Poids légers (-60 kg)         | Mario Kindelán            | Aleksey Steponov      | George Lungu Dimitar Stilinov      |
| Poids super-légers (-63,5 kg) | Mahammatkodir Abdoollayev | Willy Blain           | Ali Ahraoul Lukáš Konečný          |
| Poids welters (-67 kg)        | Juan Hernández Sierra     | Timur Gaydalov        | Leonard Bundu Lucian Bute          |
| Poids super-welters (-71 kg)  | Marian Simion             | Jorge Gutierrez       | Yermakhan Ibraimov Frédéric Esther |
| Poids moyens (-75 kg)         | Utkirbek Haydarov         | Adrian Diaconu        | Yevgeniy Kasantsev Akın Kuloğlu    |
| Poids mi-lourds (-81 kg)      | Michael Simms             | John Dovi             | Ali Ismailov Aleksey Trofimov      |
| Poids lourds (-91 kg)         | Michael Bennett           | Félix Savón           | Kevin Evans Steffe Kretschmann     |
| Poids super-lourds (+91 kg)   | Sinan Şamil Sam           | Muchtarkan Dildabekov | Felix Dyachuk Paolo Vidoz          |

### Tableau des médailles
| Place | Pays              | Médaille d'or, monde | Médaille d'argent, monde | Médaille de bronze, monde | Total |
| ----- | ----------------- | -------------------- | ------------------------ | ------------------------- | ----- |
| 1     | États-Unis        | 4                    | 0                        | 0                         | 4     |
| 2     | Cuba              | 2                    | 3                        | 0                         | 5     |
| 3     | Roumanie          | 2                    | 1                        | 4                         | 7     |
| 4     | Ouzbékistan       | 2                    | 1                        | 0                         | 3     |
| 5     | Kazakhstan        | 1                    | 1                        | 1                         | 3     |
| 6     | Turquie           | 1                    | 0                        | 2                         | 3     |
| 7     | Russie            | 0                    | 3                        | 3                         | 6     |
| 8     | France            | 0                    | 2                        | 1                         | 3     |
| 9     | Argentine         | 0                    | 1                        | 0                         | 1     |
| 10    | Allemagne         | 0                    | 0                        | 2                         | 2     |
| 10    | Italie            | 0                    | 0                        | 2                         | 2     |
| 12    | Azerbaïdjan       | 0                    | 0                        | 1                         | 1     |
| 12    | Biélorussie       | 0                    | 0                        | 1                         | 1     |
| 12    | Bulgarie          | 0                    | 0                        | 1                         | 1     |
| 12    | Canada            | 0                    | 0                        | 1                         | 1     |
| 12    | Pays de Galles    | 0                    | 0                        | 1                         | 1     |
| 12    | Pologne           | 0                    | 0                        | 1                         | 1     |
| 12    | Tchéquie          | 0                    | 0                        | 1                         | 1     |
| 12    | Thaïlande         | 0                    | 0                        | 1                         | 1     |
| 12    | Ukraine           | 0                    | 0                        | 1                         | 1     |
| Total | 20 pays médaillés | 12                   | 12                       | 24                        | 48    |